# Ohlerberg
Ohlerberg ist ein Ortsteil der Gemeinde Schalksmühle im Märkischen Kreis im Regierungsbezirk Arnsberg in Nordrhein-Westfalen (Deutschland).

## Lage und Beschreibung
Der Ortsteil geht aus einem Wohnplatz hervor, der sich im Volmetal an der heutigen Bundesstraße 54 nahe dem Kernort am Fuß des Ohlerbergs befindet.  Die Baulücken zu dem benachbarten Wohnplatz Flaßkamp haben sich im Laufe der Zeit geschlossen.
Weitere Nachbarorte auf dem Schalksmühler Gemeindegebiet sind neben dem Kernort Linscheid, Linscheiderbecke, Linscheiderschule, Kuhlenhagen, Stallhaus, Waldesruh, Neuenbrücke, Hütte, Klagebach, Oberklagebach, Dahlerbrück, Ölken, Am Hagen, Asenbach, Am Neuenhaus, Löh und Wippekühl.

## Geschichte
Ohlerberg entstand Ende des 19. Jahrhunderts und war zunächst Teil der Gemeinde Hülscheid im Amt Lüdenscheid im Kreis Altena. Ab der Preußischen Neuaufnahme von 1892 ist der Ort auf Messtischblättern der TK25 als Ohlerberg verzeichnet.
Das Gemeindelexikon für die Provinz Westfalen gibt 1885 für Linscheid eine Zahl von sieben Einwohnern an, die in einem Wohnhaus lebten. 1895 besitzt der Ort acht Wohnhäuser mit 110 Einwohnern, 1905 werden sechs Wohnhäuser und 59 Einwohner angegeben.
1969 wurden die Gemeinden Hülscheid und Schalksmühle zur amtsfreien Großgemeinde (Einheitsgemeinde) Schalksmühle im Kreis Altena zusammengeschlossen und Ohlerberg gehört seitdem politisch zu Schalksmühle, das 1975 auf Grund des Sauerland/Paderborn-Gesetzes Teil des neu geschaffenen Märkischen Kreises wurde.